# ثندربيردز أنطلق (مسلسل 2015)
ثندربيردز أنطلق (بالإنجليزية: ThunderBirds Are Go)‏ هو مسلسل رسوم متحركة أمريكي نيوزلاندي من إنتاج itv studios وبدأ عرضه على قناة itv في 4 أبريل 2015 وحتى الآن وعرض في الشرق الأوسط على ام بي سي 3 منذ أغسطس 2015 تدور احداث المسلسل خلال عام 2060 حيث يتعرض العالم لكوارث مدمرة ويبدأ خمسة اخوة رائد الفضاء السابق «جيف تراسي» الذين يكونون منظمة سرية لإنقاذ أرواح الناس وتقع المنطمة في المحيط الهادئ بجزيرة تراسي.

## الحلقات
انظر أيضا: قائمة حلقات ثندربيردز انطلق (مسلسل 2015)
بدأ عرض المسلسل في الشرق الأوسط على ام بي سي 3 في أغسطس 2015 وحلقات جديدة بدأت يوم الأحد في 17 من يناير 2016 على ام بي سي 3 بتزامن مسلسلات ومواسم وحلقات جديدة أخرى من رسوم متحركة

## الشخصيات
- آلان تراسي: ألان هو أصغر أعضاء فريق الإنقاد الدولي، وهو يمتاز بروحه المرحة، كما أنه طيار تندربيرد 3 .
- سكوت تراسي: سكوت هو طيار تندربيرد 1.
- فيرجيل تراسي: فيرجيل هو طيار تندربيرد 2 .
- جوردون تراسي: جوردون أو كما يناديه فيرجيل (جوردو).هو سائق تندربيرد 4.
- جون تراسي: جون هو قائد المركبة الفضائية تندربيرد 5، حيث أنه مسؤول عن الإعلام بالحالات الطارئة.
- برينز: برينز هو مخترع فريق الإنقاد الدولي، ومصمم مركبات تندربيرد. كما أنه اخترع ماكس وهو روبوت ذكي جدا.
- كايو كيرانو: كايو هي عضو من أعضاء فريق الإنقاد الدولي، ولكنها لاتقوم بمهمات الإنقاذ وإنما مركبتها تندربيرد شادو مصممة للتحريات. كايو عنيدة جدا، ولا تستمع لكلام سكوت، حين ينبهها لعدم التدخل في مهمات قوات الدفاع العالمي. وهي قوية جدا. ويعتبر الشرير والمخرب هود عمها، وهو يدعوها دائما للانضمام إليه لكنها ترفض وتحاول إبطال أعماله الشريرة.
- الجدة تراسي: هي جدة أعضاء فريق الإنقاد الدولي، وهي لاتجيد الطبخ أبدا، حيث يحترق طعامها.
- السيدة بنلبي: هي امرأة غنية جدا، وكانت دائما تساعد فريق الإنقاد الدولي، ولها سائق يدعى باركر وكلب صغير وسيارة جد متطورة تدعى فاب 1.وهي دائمة التجول بها.
- باركر: هو سائق السيدة بنلبي، وكان مجرما سابقا لكن والد السيدة بنلبي، أبعده عن حياة الإجرام وكلفه بحماية السيدة بنلبي، باركر يمتاز بروحه المرحة، وهو دائم الشجار مع كلب السيدة بنلبي.
- هود: هو الشرير والمخرب، ويسعى لتدمير فريق الإنقاد الدولي، وجعل كايو بنت أخيه تنضم إليه، ويقوم دائما بالتخريبات. والأعمال الشريرة. وهدفه من كل هذا هو احتلال العالم.

## النسخة العربية
- شربل أيوب - سيد اندرو
- بلال بشتاوي - باز يطير
- نسرين مسعود - جيسي
- سمارة نهرا - مدام بطاطس
- حسن المصري - هام
- سعد حمدان - أستاذ بطاطس
- علي الزين - سلنكي
- ماهر الشوا - ركس
- عفيف شيا - لوتسو
- باسل سعد - أندي الصغير
- حسن مهدي - كين
- رينيه غوش - باربي
- كارين عودة - بوني
- عبدو حكيم - أندي
- رانيا مروة - السيدة ديفيس
- إيمان بيطار - دولي
- ريتشارد ياني - ستريتش
- فادي الرفاعي - تشاكلز
- جورج طويل - باتركاب
- آية كعكاتي
- محمد كعكاتي - بيتي، بيترس، بينيلوب
- إبراهيم ماضي - تويتش
- رنا الرفاعي - تريكسي
- جورج أبو سلبي - تشانك

## المركبات
- تندربيرد 1: هي مركبة طائرة.
- تندربيرد2: هي مركبة طائرة أيضا وحاملة تندربيرد 4.
- تندربيرد3: هي صاروخ حمراء اللون

يصلح للمهمات الفضائية.
- تندربيرد4: هي مركبة بحرية.
- تندربيرد 5: هي مركبة تكون دائما في الفضاء، لمرقابة كل الكرة الأرضية وإيجاد الحالات الطارئة.
- تندربيرد شادو: هي مركبة طائرة يمكن أن تنفصل لتصبح دراجة نارية فائقة السرعة. وهي تصلح للتحريات.
- فاب 1: هي سيارة جد متطورة.تتمكن من الطيران والغوص. وإطلاق القذائف.

## روابط خارجية
ثندربيردز أنطلق على موقع IMDb (الإنجليزية)
- ثندربيردز أنطلق على موقع روتن توميتوز (الإنجليزية)
- ثندربيردز أنطلق على موقع كينوبويسك (الروسية)
- ثندربيردز أنطلق على موقع ألو سيني (الفرنسية)
- ثندربيردز أنطلق على موقع قاعدة بيانات الفيلم (الإنجليزية)